# Гірняк Христовий
Гірняк Христовий (Erebia christi) — вид метеликів родини сонцевиків (Nymphalidae). Один з найрідкісніших європейських метеликів

## Опис
Розмах крил 20-35 мм. Крила коричневого кольору з помаранчевим бічною смугою, на якій розташований ряд з чотирьох-п'яти маленьких темних вічок.

## Поширення
Вид поширений на невеликій території в Альпах на межі Швейцарії та Італії південніше перевалу Симплон. Загалом у Швейцарії відомо п'ять локалітетів і лише два в Італії. мешкає на помірних луках на висоті 1600—1900 м.

## Спосіб життя
Метелики часто гріються на сонці з широко розкритими крилами. Самці регулярно збираються на вологій землі. Самиці відвідують різні рослини для споживання нектару і особливо полюбляють чебрець. Вони відкладають яйця на сухі стебла трави костриця овеча (Festuca ovina). Личинки харчуються переважно вночі і повинні двічі перезимувати, перш ніж перетворюватися на дорослих метеликів.

## Охорона
Erebia christi охороняється в Європі і занесений до Додатку ІІ Бернської конвенції (охоронна категорія: вид підлягає особливій охороні), а також до Директиви Європейського Союзу 92/43/ЄС «Про збереження природних оселищ та видів природної фауни і флори» (Додаток ІІ. Види рослин і тварин, що становлять особливий інтерес для Європейського Союзу, збереження яких потребує створення територій особливої охорони).